# Grand Prix automobile de Mosport 2001
Navigation
Édition précédente Édition suivante
Le Grand Prix de Mosport 2001 (2001 Gran Turismo 3 Grand Prix of Mosport), disputé sur le 19 août 2001 sur le Canadian Tire Motorsport Park est la septième manche de l'American Le Mans Series 2001 et la 20e édition du Grand Prix de Mosport.

## Course
Voici le classement provisoire au terme de la course.
- Les vainqueurs de chaque catégorie sont signalés par un fond jauni.
- Pour la colonne Pneus, il faut passer le curseur au-dessus du modèle pour connaître le manufacturier de pneumatiques.

| Pos.   | Classe | N° | Écurie                              | Pilotes                             | Châssis                           | Pneus | Tours |
| Pos.   | Classe | N° | Écurie                              | Pilotes                             | Moteur                            | Pneus | Tours |
| ------ | ------ | -- | ----------------------------------- | ----------------------------------- | --------------------------------- | ----- | ----- |
| 1      | LMP900 | 2  | Audi Sport North America            | Frank Biela Emanuele Pirro          | Audi R8                           | M     | 115   |
| 1      | LMP900 | 2  | Audi Sport North America            | Frank Biela Emanuele Pirro          | Audi 3.6L Turbo V8                | M     | 115   |
| 2      | LMP900 | 50 | Panoz Motor Sports                  | Jan Magnussen David Brabham         | Panoz LMP-1 Roadster-S            | M     | 113   |
| 2      | LMP900 | 50 | Panoz Motor Sports                  | Jan Magnussen David Brabham         | Élan 6L8 6.0L V8                  | M     | 113   |
| 3      | LMP900 | 7  | Team Cadillac                       | Emmanuel Collard Christophe Tinseau | Cadillac Northstar LMP01 (en)     | M     | 112   |
| 3      | LMP900 | 7  | Team Cadillac                       | Emmanuel Collard Christophe Tinseau | Cadillac Northstart 4.0L Turbo V8 | M     | 112   |
| 4      | LMP900 | 8  | Team Cadillac                       | Wayne Taylor Max Angelelli          | Cadillac Northstar LMP01 (en)     | M     | 112   |
| 4      | LMP900 | 8  | Team Cadillac                       | Wayne Taylor Max Angelelli          | Cadillac Northstart 4.0L Turbo V8 | M     | 112   |
| 5      | LMP900 | 16 | Dyson Racing                        | Butch Leitzinger James Weaver       | Riley & Scott Mk III C (en)       | G     | 112   |
| 5      | LMP900 | 16 | Dyson Racing                        | Butch Leitzinger James Weaver       | Lincoln (Élan) 6.0L V8            | G     | 112   |
| 6      | LMP675 | 5  | Dick Barbour Racing                 | Bruno Lambert Didier de Radigues    | Reynard 01Q                       | G     | 111   |
| 6      | LMP675 | 5  | Dick Barbour Racing                 | Bruno Lambert Didier de Radigues    | Judd GV675 3.4L V8                | G     | 111   |
| 7      | GTS    | 3  | Corvette Racing                     | Ron Fellows Johnny O'Connell        | Chevrolet Corvette C5-R           | G     | 109   |
| 7      | GTS    | 3  | Corvette Racing                     | Ron Fellows Johnny O'Connell        | Chevrolet 7.0L V8                 | G     | 109   |
| 8      | GTS    | 26 | Konrad Team Saleen                  | Terry Borcheller Franz Konrad       | Saleen S7-R                       | G     | 108   |
| 8      | GTS    | 26 | Konrad Team Saleen                  | Terry Borcheller Franz Konrad       | Ford 7.0L V8                      | G     | 108   |
| 9      | GTS    | 4  | Corvette Racing                     | Andy Pilgrim Kelly Collins          | Chevrolet Corvette C5-R           | G     | 107   |
| 9      | GTS    | 4  | Corvette Racing                     | Andy Pilgrim Kelly Collins          | Chevrolet 7.0L V8                 | G     | 107   |
| 10     | GT     | 42 | BMW Motorsport Schnitzer Motorsport | Jörg Müller JJ Lehto                | BMW M3 GTR                        | M     | 107   |
| 10     | GT     | 42 | BMW Motorsport Schnitzer Motorsport | Jörg Müller JJ Lehto                | BMW 4.0L V8                       | M     | 107   |
| 11     | GT     | 43 | BMW Motorsport Schnitzer Motorsport | Dirk Müller Fredrik Ekblom          | BMW M3 GTR                        | M     | 107   |
| 11     | GT     | 43 | BMW Motorsport Schnitzer Motorsport | Dirk Müller Fredrik Ekblom          | BMW 4.0L V8                       | M     | 107   |
| 12     | GT     | 6  | Prototype Technology Group          | Boris Said Hans-Joachim Stuck       | BMW M3 GTR                        | Y     | 107   |
| 12     | GT     | 6  | Prototype Technology Group          | Boris Said Hans-Joachim Stuck       | BMW 4.0L V8                       | Y     | 107   |
| 13     | GT     | 23 | Alex Job Racing                     | Lucas Luhr Sascha Maassen           | Porsche 911 GT3 RS                | M     | 106   |
| 13     | GT     | 23 | Alex Job Racing                     | Lucas Luhr Sascha Maassen           | Porsche 3.6L Flat-6               | M     | 106   |
| 14 DNF | LMP900 | 38 | Champion Racing                     | Andy Wallace Johnny Herbert         | Audi R8                           | M     | 104   |
| 14 DNF | LMP900 | 38 | Champion Racing                     | Andy Wallace Johnny Herbert         | Audi 3.6L Turbo V8                | M     | 104   |
| 15     | GTS    | 45 | American Viperacing                 | Shane Lewis David Donohue           | Dodge Viper GTS-R                 | D     | 103   |
| 15     | GTS    | 45 | American Viperacing                 | Shane Lewis David Donohue           | Dodge 8.0L V10                    | D     | 103   |
| 16     | GT     | 52 | Seikel Motorsport                   | Tony Burgess Magnus Wallinder       | Porsche 911 GT3 RS                | Y     | 102   |
| 16     | GT     | 52 | Seikel Motorsport                   | Tony Burgess Magnus Wallinder       | Porsche 3.6L Flat-6               | Y     | 102   |
| 17     | GT     | 69 | Kyser Racing                        | Kye Wankum Jeffrey Pabst            | Porsche 911 GT3 R                 | D     | 96    |
| 17     | GT     | 69 | Kyser Racing                        | Kye Wankum Jeffrey Pabst            | Porsche 3.6L Flat-6               | D     | 96    |
| 18     | GT     | 15 | Dick Barbour Racing                 | Grady Willingham Randy Wars         | Porsche 911 GT3 R                 | D     | 95    |
| 18     | GT     | 15 | Dick Barbour Racing                 | Grady Willingham Randy Wars         | Porsche 3.6L Flat-6               | D     | 95    |
| 19     | LMP675 | 57 | Dick Barbour Racing                 | John Graham Milka Duno              | Reynard 01Q                       | G     | 95    |
| 19     | LMP675 | 57 | Dick Barbour Racing                 | John Graham Milka Duno              | Judd GV675 3.4L V8                | G     | 95    |
| 20 DNF | GT     | 22 | Alex Job Racing                     | Randy Pobst (en) Christian Menzel   | Porsche 911 GT3 RS                | M     | 92    |
| 20 DNF | GT     | 22 | Alex Job Racing                     | Randy Pobst (en) Christian Menzel   | Porsche 3.6L Flat-6               | M     | 92    |
| 21     | GTS    | 44 | American Viperacing                 | Tom Weickardt Kevin Allen (en)      | Dodge Viper GTS-R                 | D     | 88    |
| 21     | GTS    | 44 | American Viperacing                 | Tom Weickardt Kevin Allen (en)      | Dodge 8.0L V10                    | D     | 88    |
| 22 DNF | LMP675 | 11 | Roock-KnightHawk Racing             | Steven Knight Claudia Hürtgen       | Lola B2K/40                       | A     | 56    |
| 22 DNF | LMP675 | 11 | Roock-KnightHawk Racing             | Steven Knight Claudia Hürtgen       | Nissan (AER) VQL 3.4L V6          | A     | 56    |
| 23 DNF | GT     | 10 | Prototype Technology Group          | Joe Foster Niclas Jönsson           | BMW M3 GTR                        | Y     | 27    |
| 23 DNF | GT     | 10 | Prototype Technology Group          | Joe Foster Niclas Jönsson           | BMW 4.0L V8                       | Y     | 27    |
| 24 DNF | LMP900 | 1  | Audi Sport North America            | Rinaldo Capello Tom Kristensen      | Audi R8                           | M     | 24    |
| 24 DNF | LMP900 | 1  | Audi Sport North America            | Rinaldo Capello Tom Kristensen      | Audi 3.6L Turbo V8                | M     | 24    |
| 25 DNF | GT     | 30 | Petersen Motorsports                | Johnny Mowlem Timo Bernhard         | Porsche 911 GT3 R                 | M     | 21    |
| 25 DNF | GT     | 30 | Petersen Motorsports                | Johnny Mowlem Timo Bernhard         | Porsche 3.6L Flat-6               | M     | 21    |
| 26 DNF | LMP900 | 51 | Panoz Motor Sports                  | Klaus Graf Franck Lagorce           | Panoz LMP-1 Roadster-S            | M     | 1     |
| 26 DNF | LMP900 | 51 | Panoz Motor Sports                  | Klaus Graf Franck Lagorce           | Élan 6L8 6.0L V8                  | M     | 1     |

## Statistiques
- Pole Position - #1 Audi Sport North America - 1:08.222
- Record du tour - #2 Audi Sport North America - 1:10.002
- Distance - 455.098 km
- Vitesse moyenne - 164.430 km/h